# 巴拉圭国家五人制足球队
巴拉圭国家室内足球队是巴拉圭在室内足球项目上的国家代表队，由巴拉圭足球协会管理。

## 参赛情况

### 世界杯室内足球赛 record
- 1989 - 第2轮
- 1992 - 第1轮
- 1996 - 未晋级
- 2000 - 未晋级
- 2004 - 第1轮
- 2008 - 第2轮